# Li Sao
 "Li Sao" (en chino, 離騷; traducción: "Encontrando el Dolor") es un poema chino de la antología Chuci, que data del período de los Reinos Combatientes de la antigua China, generalmente atribuido a Qu Yuan.

## Antecedentes
El poema "Li Sao" es el poema principal y la principal inspiración para la colección Chuci. Esta famosa pieza fue escrita por Qu Yuan, un aristócrata del Estado Chu, quien murió alrededor del 278 a. C. 
En su poema característico "Li Sao", Qu Yuan se manifiesta en un personaje poético, que es un hito importante en la tradición de la poesía clásica china, en contraste con las voces poéticas anónimas encontradas en el Shijing y los otros poemas tempranos que existen como conservados en forma de incorporaciones incidentales en varios documentos de antigua mezcla. El resto de la antología de Chuci se centra en el "Li Sao", la supuesta biografía de su autor Qu Yuan, y a menudo en sus innovadoras líneas poéticas épicas. En el "Li Sao", el poeta se desespera porque las facciones malvadas lo han planeado contra él con el rechazo resultante de su señor y luego cuenta una serie de viajes espirituales chamánicos a varios reinos mitológicos, comprometiéndose o intentando involucrarse con una variedad de seres divinos o espirituales, con el tema del ministro justo rechazado injustamente, a veces exagerado en la larga historia de la crítica literaria posterior y la interpretación alegórica. Que data del tiempo del rey Huai de Chu, a fines del siglo III a. C., el poema "Li Sao" es un notable ejemplo de poesía china. 

## Significado del título
El significado del título Li Sao no es sencillo. 
En la biografía de Qu Yuan, se explica que li sao es equivalente a li 'te vas con tristeza' (Sima Qian, Shiji o Las Memorias Historicas). Debe hacerse la inferencia de que 'encuentro con dolor' debe haber sido el significado. 
Sin embargo, se describe explícitamente como "encontrando el dolor" en el comentario de Ban Gu (Li Sao zan shu en chino tradicional, 離騷贊序; en chino simplificado, 离骚赞序 "Prefacio laudatorio al Li Sao").

## Descripción
El "Li Sao" comienza con la presentación del poeta de sí mismo, su ascendencia y algunas referencias a su situación actual, y luego continúa contando el fantástico viaje físico y espiritual del poeta a través de los paisajes de la antigua China, real y mitológico. "Li Sao" es una obra fundamental en la gran tradición china de la literatura de paisajes y viajes. "Li Sao" es también una alegoría política en la que el poeta lamenta que su propia justicia, pureza y honor no sean apreciados y no se utilicen en un mundo corrupto. El poeta alude a ser calumniado por enemigos y ser rechazado por el rey al que sirvió (Rey Huai de Chu). 
Como obra representativa de la poesía de Chu, utiliza una amplia gama de metáforas derivadas de la cultura de Chu, que estaba fuertemente asociada con una forma china de chamanismo, y el poeta gasta gran parte del "Li Sao" en un viaje espiritual visitando con espíritus y deidades. Los temas principales del poema incluyen la caída de Qu Yuan víctima de intrigas en la corte de Chu y el posterior exilio; su deseo de permanecer puro y sin mancha por la corrupción que abundaba en la corte; y también su lamentación ante el declive gradual del estado alguna vez poderoso de Chu. 
El poeta decide irse y unirse a Peng Xian (en chino, 彭咸), una figura que muchos creen que es el Dios del Sol. Wang Yi, el comentarista de la dinastía Han del Chuci, creía que Peng Xian había sido un funcionario de la dinastía Shang que, según la leyenda, se ahogó después de que su sabio consejo fuera rechazado por el rey (pero esta leyenda puede haber sido de fabricación posterior, influenciado por las circunstancias de Qu Yuan ahogándose) Peng Xian también pudo haber sido un antiguo chamán que más tarde llegó a simbolizar el aislamiento del ermitaño.
El poema tiene un total de 373 líneas, y unos 2400 caracteres, lo que lo convierte en uno de los poemas más largos que datan de la antigua China. Está en el estilo fu. Se desconoce la fecha precisa de la composición, parece que fue escrita por Qu Yuan después de su exilio por el rey Huai; Sin embargo, parece haber sido antes del cautiverio de Huai en el estado de Qin, en 299 a. C. 

## Reedición
El poema fue reeditado en el siglo XIX por Pan Zuyin (1830-1890), un lingüista que era miembro del personal de la dinastía Qing. Fue reeditado como cuatro volúmenes con dos prefacios, uno de Li Kai y el otro de Xiao Yuncong.

## Traducciones a idiomas occidentales
Inglés
- EH Parker (1878 – 1879). "La tristeza de la separación o Li Sao". Revisión de China 7: 309–14.
- James Legge (1895). Los clásicos chinos (Oxford: Clarendon Press): 839–64.
- Lim Boon Keng (1935). The Li Sao: An Elegy on Encountering Sorrows por Ch'ü Yüan (Shanghái: Commercial Press): 62–98.
- David Hawkes (1959). Ch'u Tz'u: Canciones del Sur, una antigua antología china (Oxford: Clarendon Press): 21–34.
- Stephen Owen (1996). Una antología de la literatura china: principios hasta 1911 (Nueva York: WW Norton): 162–75.

Francés
- Marie-Jean-Léon, Marqués de Hervey de Saint Denys (1870). Le Li sao, poema du III siècle avant notre ére, traduit du chinois (París: Maisonneuve).
- J.-F. Rollin (1990). Li Sao, précédé de Jiu Ge et suivie de Tian Wen de Qu Yuan (París: Orphée / La Différence), 58–91.

Italiano
- GM Allegra (1938). Incontro al dolore di Kiu Yuan (Shanghái: ABC Press).